# Daniel Marques de Sousa
Daniel Marques de Sousa (Anápolis, 17 de julho de 1946) é um engenheiro agrônomo, professor e político brasileiro. Integrou a Câmara Legislativa do Distrito Federal de 1995 a 2003, durante sua primeira e segunda legislaturas.
Graduado em Engenharia Agronômica, Sousa concluiu especialização na Itália. Trabalhou como professor de matemática e servidor público. Foi presidente da Fundação Zoobotânica do Distrito Federal e designado pelo governo distrital como administrador de Planaltina. Em Roraima, foi governador interino e secretário.
Filiado ao Partido Progressista (PP), Sousa concorreu à Câmara Legislativa na eleição de 1994, sendo eleito com 10.393 votos, correspondentes a 1,54% dos votos válidos. Como deputado, foi vice-presidente e presidente da Comissão de Economia, Orçamento e Finanças. Concorreu à reeleição no pleito de 1998, pelo Partido do Movimento Democrático Brasileiro (PMDB), sendo reeleito com 11.934 votos (1,19%). Não foi reeleito em 2002, obtendo apenas a suplência.
Posteriormente, Sousa trabalhou na Agência de Desenvolvimento Social do Distrito Federal, como secretário-adjunto.